# Calamphora solitaria
Calamphora solitaria är en nässeldjursart som beskrevs av Nutting 1904. Calamphora solitaria ingår i släktet Calamphora och familjen Sertulariidae. Inga underarter finns listade i Catalogue of Life.